# Frømandskorpset

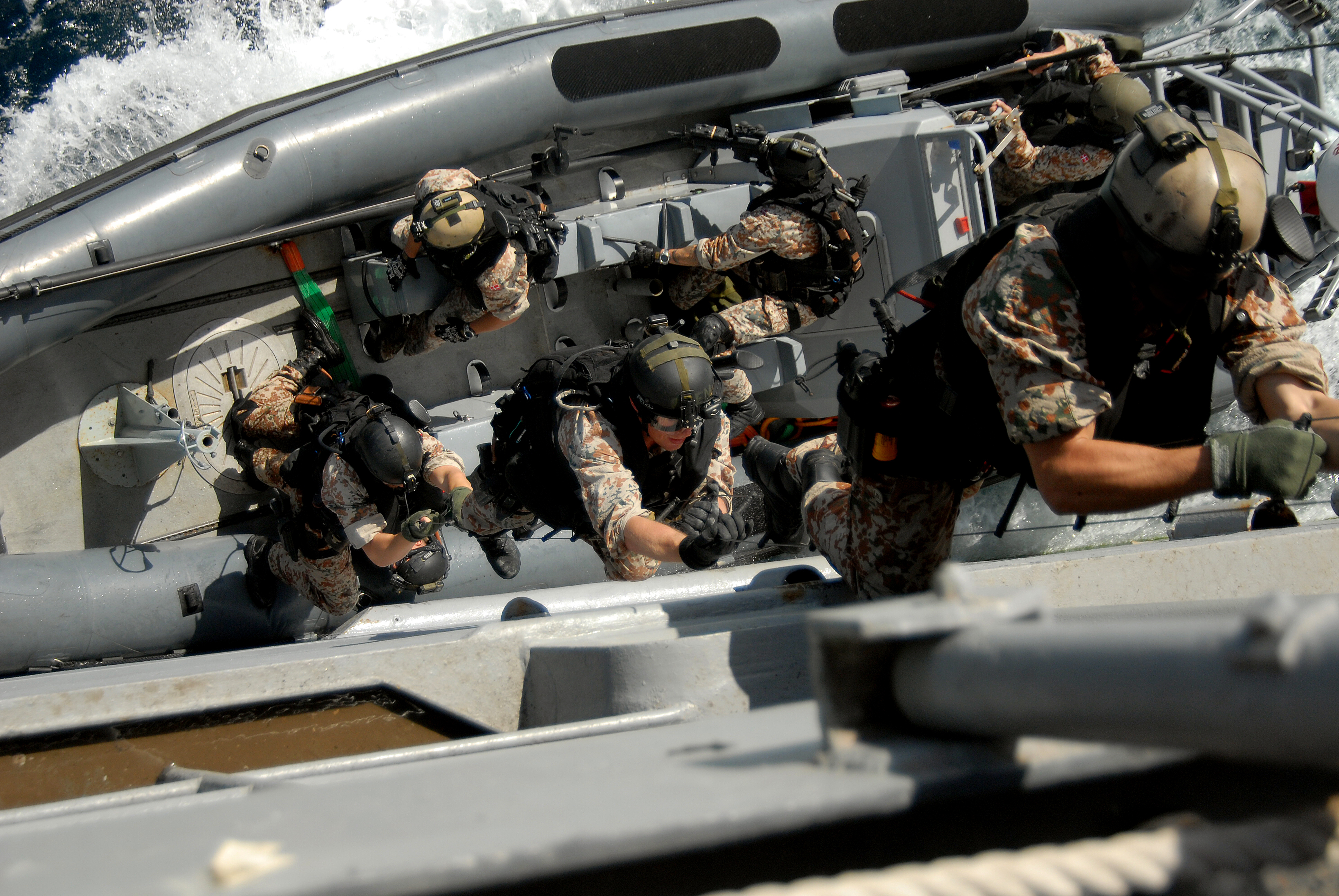
Dänische Spezialkräfte beim Einsatz im Golf von Aden

Das Frømandskorps (deutsch Froschmannkorps) ist eine Kampfschwimmereinheit der dänischen Marine. Die Einheit gilt als eine der fähigsten und professionellsten Kampfschwimmereinheiten der NATO.

## Auftrag
Das Frømandskorpset betreibt Aufklärung im Vorfeld amphibischer Operationen, Hinterhalte und Sabotage sowie Sprengungen und Räumungen unter Wasser. Die Soldaten sind im waffenlosen Nahkampf ausgebildet, im Entern von Schiffen sowie auch für maritime Antiterroroperationen wie Geiselbefreiungen auf Schiffen oder Bohrplattformen. In Friedenszeiten unterstützen die Soldaten die dänische Polizei bei der Suche nach Schiffbrüchigen.

## Ausbildung
Nach der bestandenen Aufnahmeprüfung folgt eine mehr als 15 Monate andauernde Ausbildung. Diese umfasst fortgeschrittene Kampftechniken, Gerätetauchen, Kampfschwimmen, Sprengungen, Aufklärung, Nahkampf, Präzisionsschießen und Fallschirmspringen, wobei hier das Kampfschwimmen der wichtigste Bestandteil ist, anders als die nah verwandte Jaegerkorpset-Elite, welche den Schwerpunkt auf das Fallschirmspringen legt. Die Techniken im Entern und Kapern von Schiffen werden auf den dänischen Korvetten und Fregatten trainiert. Zudem unterhält das Froemandskorpset enge Kontakte zum britischen SBS, den US Navy SEALs, den deutschen Kampfschwimmern, den norwegischen Marinejägern und den maritimen Spezialeinheiten Schwedens.

## Geschichte
Diese überaus angesehene Eliteeinheit entstand während des Kalten Krieges aufgrund der strategisch günstigen Lage des Landes an der schmalen Ostseepforte. Da Dänemark zudem anfällig für seegestützte Angriffe war, lag die Bildung einer aggressiven militärischen Spezialeinheit auf der Hand.

### Von der Aufstellung bis 1970
Im Jahre 1957 wurden vier Offiziere der Dänischen Marine in die USA zur Ausbildung bei den Underwater Demolition Teams der US Navy geschickt. Nach weiterer Ausbildung beim Britischen Special Boat Service und beim Norwegischen Marinejegerkommandoen (Marinejägerkommando) wurde schließlich das Froemandskorpset am 16. Juni 1957 gegründet.
Anfangs war das Frømandskorpset ein Teil der Tauchschule der Königlich Dänischen Marine. Im Jahre 1970 dann wurde die Einheit eigenständig und direkt dem Soevaernets Operative Kommando (dt.: Marine-Oberkommando) unterstellt. Die administrative Kontrolle obliegt indes der 5. U-Boot-Flottille.

### Die Einheit heute
Das Frømandskorpset ist heute auf der Marinestation Kongsøre beheimatet. Die Einheit besteht aus 200 Mann, die auf 3 Züge verteilt sind. Im 1. Zug sind die Kampfschwimmer zusammengefasst, im 2. Zug befinden sich die Boote und sonstige technische Ausrüstung der Einheit. Beim 3. Zug handelt es sich um die maritime Anti-Terror-Truppe Dänemarks.

### Einsätze
Das Frømandskorpset wurde 1990/91 während des Zweiten Golfkrieges eingesetzt, um bei der Suche nach Schmuggelware zu helfen, damit das verhängte Embargo durchgesetzt werden konnte. Seit 2001 wurden die Soldaten des Frømandskorpset auch in Afghanistan und im Irak eingesetzt.

## Ausrüstung
Folgende Schusswaffen werden vom Frømandskorps verwendet:
- HK G41
- Ak 5
- HK MP5
- HK13
- HK PSG1

Außerdem verwenden die Kampfschwimmer verschiedene Schlauchboote, Kanus und Kreislaufatemgeräte.

## Trivia
In der Eliteeinheit diente der Dänische König Frederik X. 1995 unter dem Decknamen Pingo.